# Irak'li K'limiashvili
Irak'li K'limiashvili (in georgiano ირაკლი კლიმიაშვილი?; 30 maggio 1988) è un ex calciatore georgiano, di ruolo centrocampista.

## Palmarès

### Club

#### Competizioni nazionali
- Campionato georgiano: 1

WIT Georgia: 2008-2009
- Coppa di Georgia: 1

WIT Georgia: 2009-2010
- Supercoppa di Georgia: 1

WIT Georgia: 2009
- Coppa d'Uzbekistan: 1

Paxtakor: 2011
- Coppa di Lega lettone: 1

Skonto: 2014